# Areia Branca (Sergipe)
Municipio brasilero situado a 36 km de Aracaju, capital de Sergipe.

## Historia
Nació de tierras donadas a personas carentes por José Ferreira Nieto. Fue fundada por Juviniano Freire de Oliveira y más tarde elevada a municipio (en 1963), con la emancipación de Riachuelo. Su nombre es debido a la existencia de una gruesa camada de arena blanca en el suelo, indicando la probable existencia de playas en tiempos remotos.

## Actividades económicas
Madera, extracción de minerales, ganadería, comercio, industria (aserraderos, molinos de harina de mandioca).

## Poblados
- Chico Gomes
- Boqueirão I e II
- Rio das Pedras
- Candinha
- Junco
- Serra Comprida
- Cajueiro
- Caroba
- Pedrinhas
- Cafuz
- Manilha
- Colónia
- Guidinha
- poços da moças

## Atracciones
- Pozo de las Moças, piscina natural en el medio de la Mata Atlántica, en la Estación Ecológica de la Sierra de Itabaiana.
- Fiesta de San Juan